# Abba Kovner
Pour les articles homonymes, voir Kovner.
Abba Kovner, est un poète, écrivain et partisan juif d'origine lituanienne né le 14 mars 1918 à Sébastopol en Ukraine et mort le 25 septembre 1987 à Ein HaHoresh en Israël.

## Jeunesse
Abba Kovner naît à Sébastopol en Ukraine mais sa famille immigre peu de temps après à Vilnius en Lituanie, où il grandit et étudie à l'académie hébraïque de Vilna et à l'école des arts. Pendant ses études, il rejoint et devint un membre actif du mouvement de jeunesse socialiste sioniste Hashomer Hatzaïr. En septembre 1939, Vilnius est occupée par l'armée soviétique et devient la capitale de la Lituanie soviétique. Les autorités ayant ordonné la dissolution de son mouvement sioniste, Abba Kovner organise alors « une résistance non-violente qui avait surtout un but éducatif [...] préserver les valeurs sionistes ».

## Seconde Guerre mondiale
En juin 1941, les nazis envahissent la Lituanie et bâtissent le ghetto de Vilnius. Kovner et plusieurs de ses amis réussissent à s'en échapper et se réfugient dans un couvent de dominicains de la banlieue de Vilnius. Il retourne plus tard dans le ghetto et assiste au massacre de milliers de Juifs. Estimant qu'une révolte était possible, il décide de former un groupe de combattants juifs, la Fareynikte Partizaner Organizatsye (Organisation des partisans unis) en lien avec les partisans pro soviétiques aux côtés de Itzhak Wittemberg, Vitka Kempner et de Rozka Korczak en 1942. Pendant quelques semaines, il trouve refuge au monastère de la Sœur Bertranda, où il écrit son manifeste pour une révolte du ghetto. Il commande un groupe de partisans réfugiés dans les forêts de Vilnius, qui luttent contre les soldats nazis.

## Vengeance
Il survit à la Shoah et après la libération par les Soviétiques en 1945, il fonde le mouvement Berih'ah qui organise l'immigration des Juifs vers le futur État d'Israël. 
Abba Kovner fonde aussi le groupe des Nakam qui vise à se venger des responsables de la Shoah, avec des actions visant des civils et prisonniers allemands : 
- Plan A : empoisonner le réseau d'approvisionnement en eau de grandes villes allemandes avec comme cibles principales : Nuremberg, Hambourg et Munich ;
- Plan B : empoisonner le réseau d'approvisionnement de camps de prisonniers allemands dont celui de Nuremberg et de Dachau[4].

Kovner se charge alors de se rendre en Israël pour obtenir du poison en quantité suffisante. Il retourne ensuite en Europe, mais est arrêté sur le bateau qui le mène en France. Un de ses amis jette le poison à la mer. 
En avril 1946, les membres de la Nakam interviennent dans une boulangerie utilisée pour fournir du pain pour le camp d'internement de Langwasser (en) près de Nuremberg, où de nombreux prisonniers de guerre allemands étaient détenus. Ils recouvrent la plupart des pains avec de l'arsenic, mais sont perturbés et fuient avant de terminer leur travail. Plus de 2 200 des prisonniers allemands tombent malades et 207 sont hospitalisés, mais aucun décès n'est signalé
Une fois libéré, il retourne en Israël et rappelle les membres de Berih'ah en Israël après avoir finalement réussi à empoisonner à l'arsenic le pain destiné aux prisonniers du camp de Nuremberg.

## Israël
Kovner rejoint la Haganah en décembre 1947, et peu de temps après, Israël déclare l'indépendance, en mai 1948. Il devient capitaine de la Brigade Guivati dans l'armée de Tsahal.
Pendant la guerre israélo-arabe de 1948-1949, il devient célèbre pour ses « pages de bataille », intitulées « mort aux envahisseurs ! », qui contenaient des nouvelles du front. Cependant, le ton des pages qui appelaient à la vengeance de la Shoah et qui traitaient l'ennemi égyptien de vipères et de chiens bouleverse de nombreux dirigeants politiques et militaires israéliens. Dans ses écrits, il attise les sentiments les plus cruels des soldats, justifiant les exactions : « Massacrez ! Massacrez ! Massacrez ! Plus vous tuez de chiens meurtriers, plus vous vous améliorez. Plus vous améliorez votre amour de ce qui est beau et bon et de la liberté. ».
De 1946 à sa mort, Kovner réside au kibboutz Ein HaHoresh. Il est membre du parti Mapam et Hashomer Hatzaïr, mais n'a jamais un rôle politique officiel. Il joue un rôle majeur dans la conception et la construction de plusieurs musées de la Shoah, y compris le Musée de la Diaspora à Tel Aviv.
Il meurt en 1987 d'un cancer des cordes vocales, peut-être en raison de sa forte consommation de tabac. Son épouse, Vitka Kempner, est une partisane dans les forêts de Lituanie.